# Georg Klein (compositeur)
Pour les articles homonymes, voir Klein et Georg Klein.
Georg Klein, né le 1er mars 1964 à Öhringen (Allemagne), est un artiste sonore et compositeur allemand travaillant la vidéo et les médias.
Basé à Berlin, il a également vécu à Rome, Los Angeles et Istanbul. 

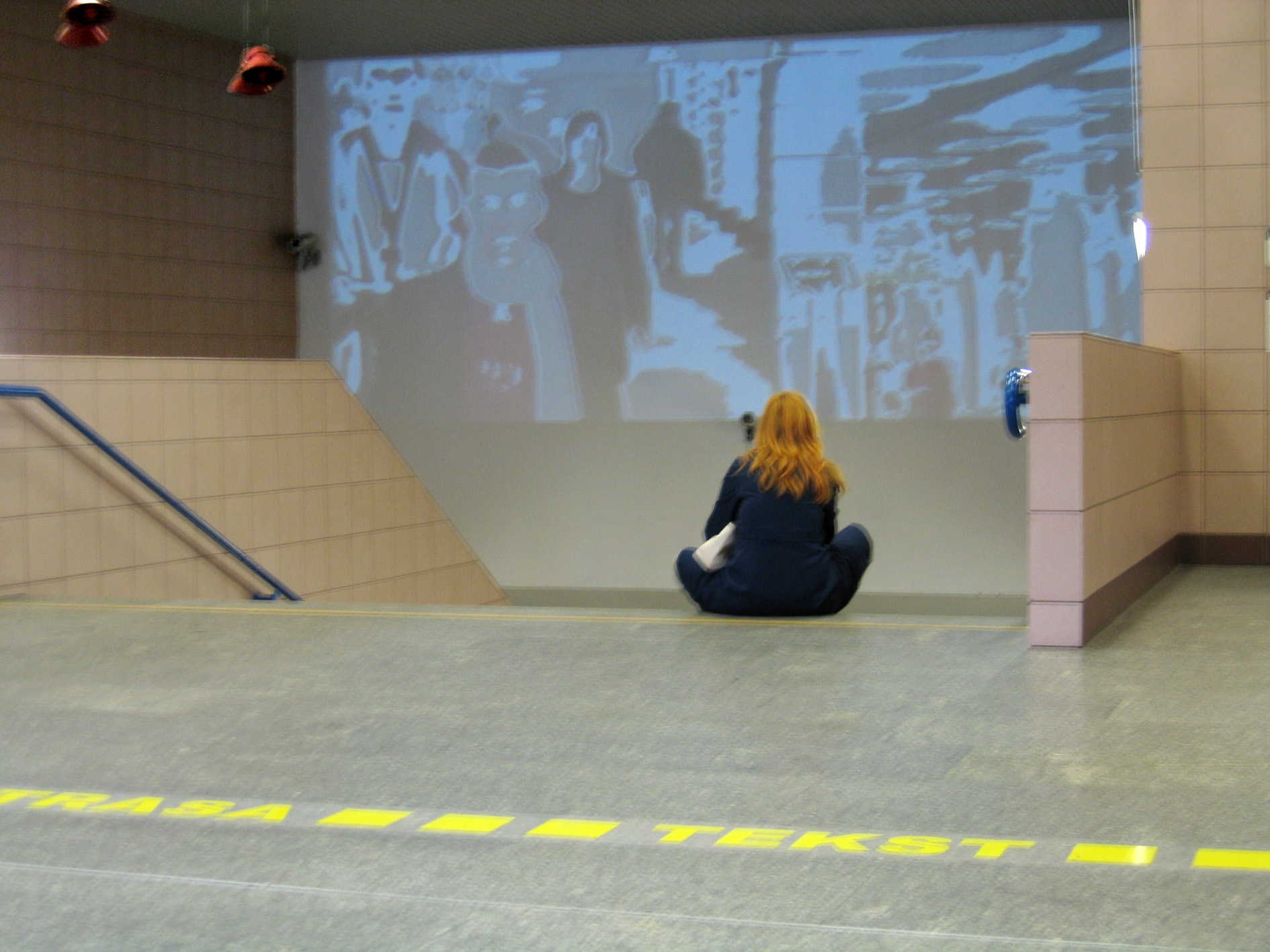
Installation sonore et vidéo interactive TRASA, simultanément à Varsovie et à Berlin.

## Biographie
Georg Klein naît en 1964 en Allemagne. Il commence des études en ingénierie du son et en communication à l'université technique de Munich, puis à l'université technique de Berlin. Il étudie ensuite la philosophie de la religion, la psychanalyse et l'ethnologie de la musique à l'Université libre de Berlin (Freie Universität Berlin).
Il travaille pendant trois ans en tant qu'assistant de recherche pour un projet sur la visualisation du son pour les sourds et est également conférencier à la FU Berlin. En 1996, il fait ses débuts en tant que compositeur (Festival international du film de Berlin) et travaille les années suivantes dans le studio électronique de la TU Berlin sur de la musique électronique et informatique en direct. En 2001, il se tourne vers l'installation en tant que forme artistique et vers l'espace public en tant que lieu de spectacle (transition 2001, Prix de l'art sonore allemand Ortsklang Marl Mitte 2002). De 2001 à 2005, il préside la Berlin Society of New Music (bgnm). Il commence  ensuite à incorporer le support vidéo dans son travail.
En 2003, il fonde, avec Julia Gerlach, KlangQuadrat, un bureau d’art sonore et médiatique. Leurs projets reçoivent le soutien du Fonds culturel capital à Berlin, du Goethe-Institute, du ministère allemand des Affaires étrangères, de la Fondation germano-polonaise et de la Fondation Schering. Avec son projet TRASA (2004/2006), il attire l'attention internationale : il étend l'espace public en connectant deux villes pendant deux mois ("Espace de contact bidirectionnel" dans six villes d'Europe). Il développe donc un concept d’art médiatique interactif dans certains lieux urbains (halls d’entrée de métro). Avec l'artiste suisse Steffi Weismann (de), il crée des installations dialogiques et interactives (pickup 2005, takeaway 2006, venture doll 2008, UNorJUSTNESS A + B 2013). Dans son installation turmlaute.2: watch tower (2007/2014 ), il fonde une fausse organisation politique qui provoque de vives réactions du public (http://www.europeanborderwatch.org ), un projet qui s'est poursuivi dans différentes villes jusqu'en 2015 et qui a finalement été récompensé par le prix du dialogue du ministère des Affaires étrangères de la République fédérale d'Allemagne.
Outre l'art politiquement avancé, Klein produit également des œuvres musicales plus abstraites, comme dans ses pièces de concert DADAyama, sixis et Lautsprecher und Leisesprecher, dans lesquelles la rétroaction technique et médiatique joue un rôle important ("Miroir temporel"). Dans l'installation concertante Das interaktive Klavier de 2014, il implique également le public de manière participative, en mettant en scène une relation ludique entre eux et l'instrument. En 2020, il a reçu l'Audio Walk Award pour sa promenade sonore toposonie::engelbecken, qui relie des témoignages radiophoniques historiques au présent dans un lieu chargé d'histoire. Il s'est intéressé au passé récent dans son installation audiovisuelle immersive Dark Matter(2021), qui retrace l'évolution du discours haineux dans la musique et la propagande d'extrême droite et se termine par l'attentat in Halle (Saale) 2019 Attentat de Yom Kippour à Halle-sur-Saale.
Georg Klein a présenté sa méthode de travail dans de nombreuses conférences et publications et a discuté de stratégies artistiques visant à rendre l'art et la musique efficaces dans un contexte politique. Avec le Errant Bodies group, fondé en 2013, il gère un espace de projet pour l'art sonore à Berlin et organise des séries d'expositions et de discussions. Poursuivi sous le nom d'Errant Sound - Sound Art Project Space, l'espace a reçu en 2016 le prix des espaces de projets du Sénat de Berlin et a organisé en 2018 et 2020 le festival international d'art sonore DYSTOPIE à Berlin. Depuis 2010, Georg Klein a également été chargé de cours dans différentes universités, et depuis 2013, il enseigne régulièrement à l'Université des Arts de Berlin (UdK Sound Studies / Studium Generale). Depuis 2022, il est professeur d'art sonore et directeur des "Sound Studies and Sonic Arts" à l'UdK Berlin.  

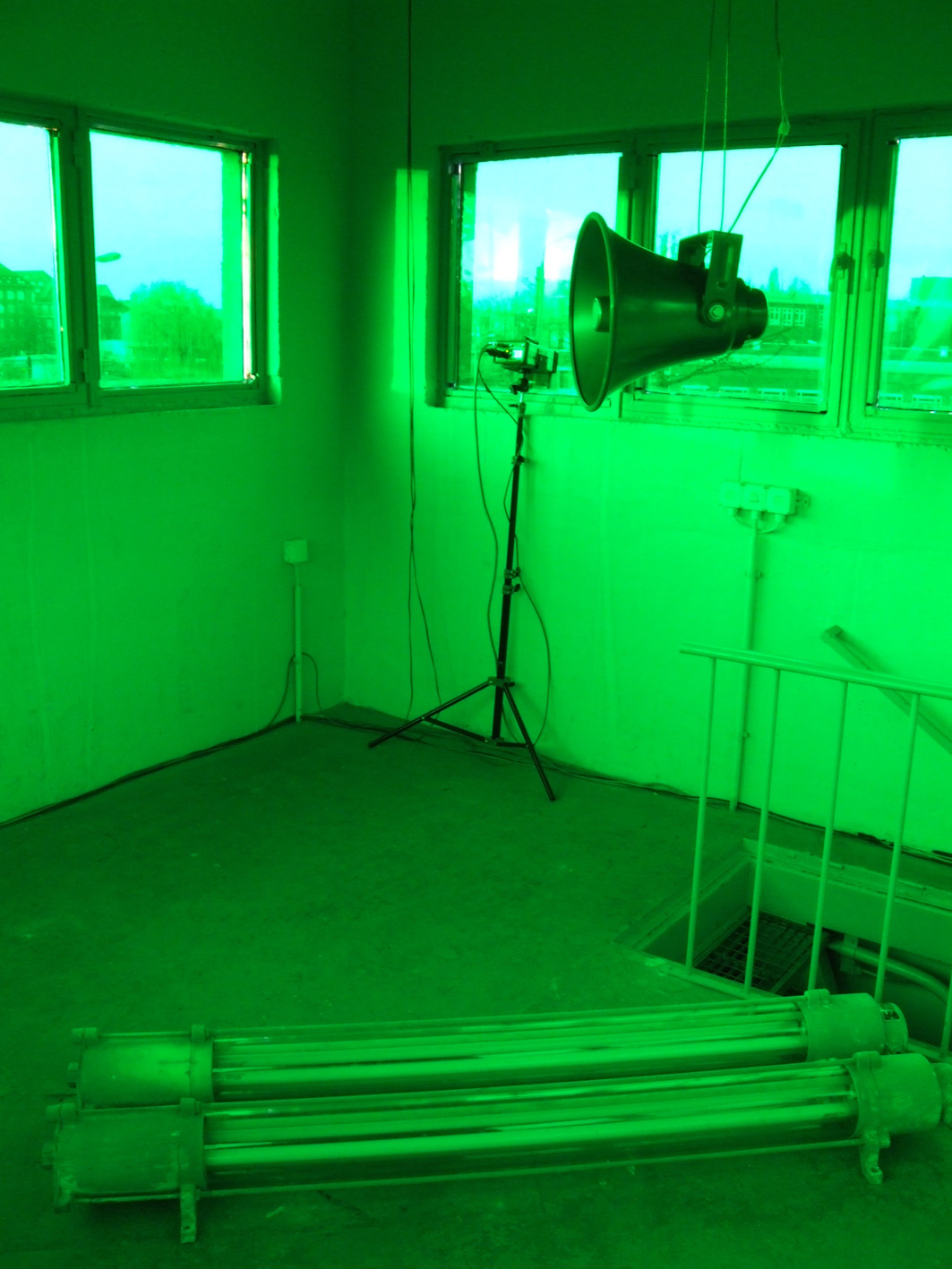
Installation sonore-vidéo interactive turmlaute.2 dans une tour de guet de l'ancien mur de Berlin.

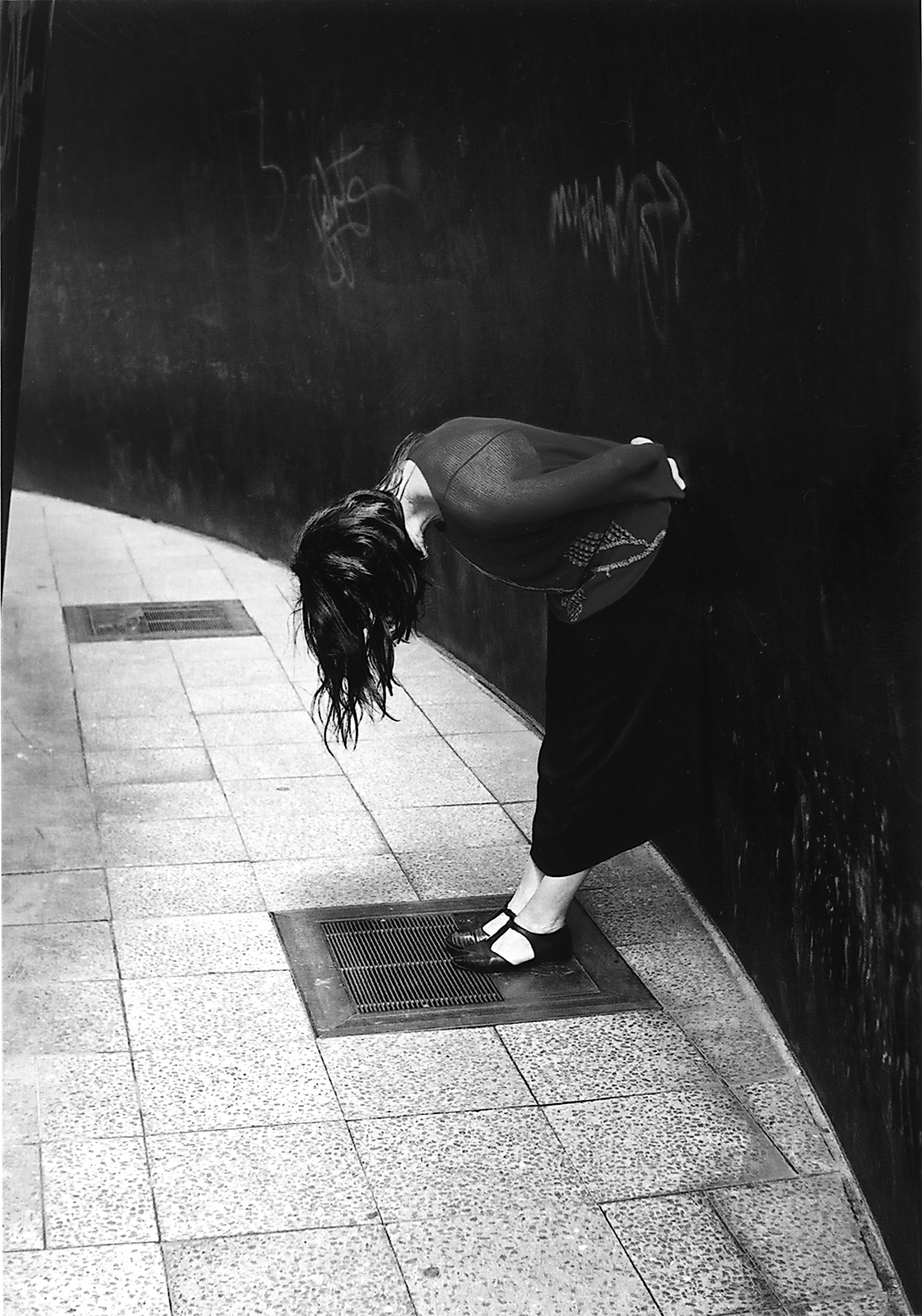
Transition interactive de l'installation sonore dans la sculpture Berlin Junction de Richard Serra.